# Ɛ̰̄
Cette page contient des caractères spéciaux ou non latins. S’ils s’affichent mal (▯, ?, etc.), consultez la page d’aide Unicode.
Ɛ̰̄ (minuscule : ɛ̰̄), appelé epsilon tilde souscrit macron, est un graphème utilisé dans l’écriture du mbèlimè et du nateni.
Il s’agit de la lettre epsilon diacritée d’un tilde souscrit et d’un macron.

## Représentations informatiques
L’epsilon tilde souscrit macron peut être représenté avec les caractères Unicode suivants :
- décomposé (latin étendu B, Alphabet phonétique international, diacritiques)[1],[2],[3] :

| formes    | représentations | chaînes de caractères | points de code       | descriptions                                                                   |
| --------- | --------------- | --------------------- | -------------------- | ------------------------------------------------------------------------------ |
| capitale  | Ɛ̰̄               | Ɛ◌̰◌̄                   | U+0190 U+0330 U+0304 | lettre majuscule latine e ouvert diacritique tilde souscrit diacritique macron |
| minuscule | ɛ̰̄               | ɛ◌̰◌̄                   | U+025B U+0330 U+0304 | lettre minuscule latine epsilon diacritique tilde souscrit diacritique macron  |

## Sources
- ɛ̰̄, Scriptsource.org